# كليوباترا ثيا

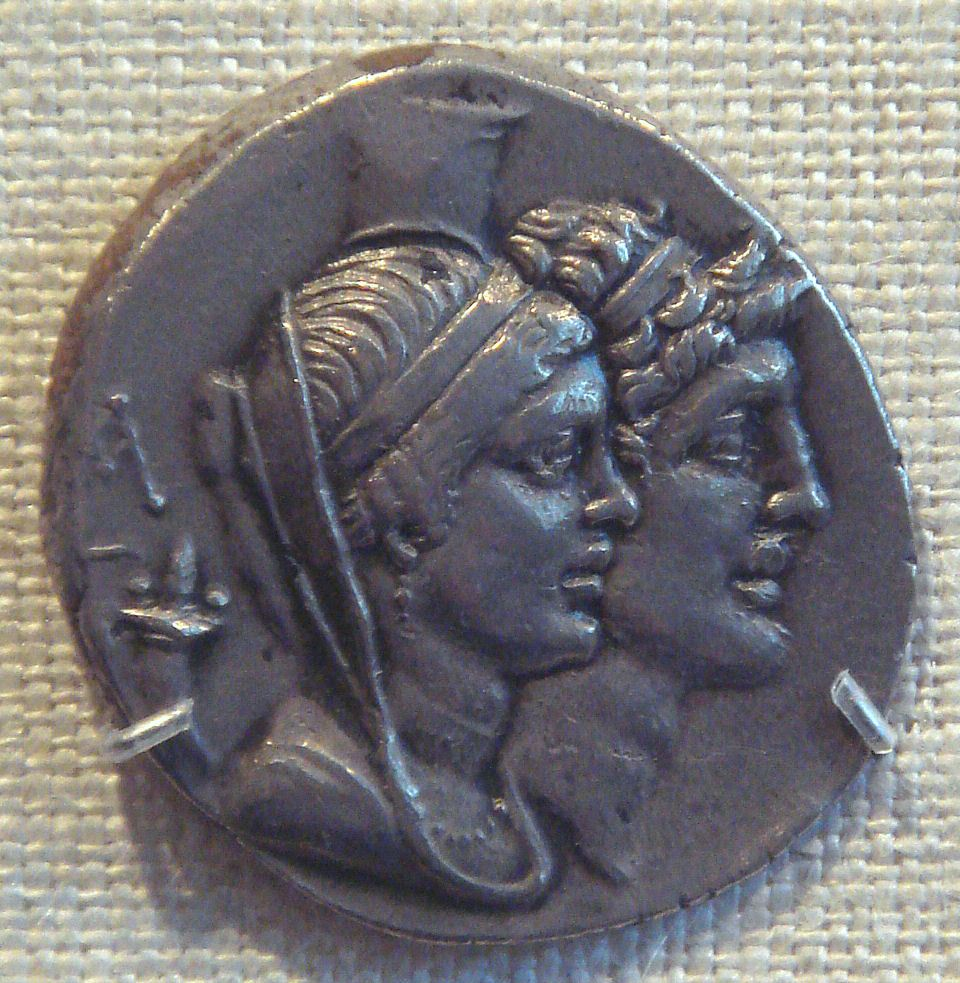
كليوباترا ثيا والكسندر بالاس

كليوباترا ثيا (164 ق.م - 121 ق.م)(باليونانية القديمة: Κλεοπάτρα Θεά`) وملكة الدولة السلوقية بعد موت أنطيوخوس السابع) في 125 ق.مو حكمت مع ابنها أنيوخوس الثامن والذي قام بتسميمها في 121 أو 120 ق.م.

## العائلة
هي ابنه بطليموس السابع وكليوباترا الثانية واصبحت اختها كليوباترا الثالثة ملكة مصر وتزوجت من بطليموس الثامن
و قد تزوجت ثلاث مرات:
• من الكسندر بالاس وأنجبت منه أنطيوخوس السادس ولم يكن الكسندر حاكماً شعبياً أو حتى كفوء، وقد حُل الزواج بيدخل من ابيها.
• من ديمتيريوس الثاني (الفاتح) وأنجبت له أنطيوخوس الثامن وسلوقس الخامس والمرجح بنت سميت لاوديس
• من اخيها الأصغر أنطيوخوس السابع وانجبت منه أنطيوخوس التاسع وسلوقس وبنت أو اثنتين سميتا لاوديس.